# 埃格斯特朗套件
埃格斯特朗套件（英語：Ångström distribution），一種linux發行版，廣泛應用於多種嵌入式裝置之上。它源自多種自由軟體專案，如OpenZaurus、OpenEmbedded、OpenSIMpad等，開發者為了統一軟體規格，發起這個專案，將這些軟體都統合在同一個套件中，以opkg作為套件管理系統。